# Metalism Records
Metalism Records ist ein 2003 gegründetes russisches Musiklabel. Es ist auf verschiedene Spielarten von Heavy Metal spezialisiert und veröffentlicht vor allem russische Bands.

## Veröffentlichungen (Auswahl)
| Gruppe           | Titel              | Jahr | Kommentar              |
| ---------------- | ------------------ | ---- | ---------------------- |
| Arbitrator       | Voice of the Dead  | 2004 |                        |
| Mortifer         | Euthanasia         | 2007 | Wiederveröffentlichung |
| Butterfly Temple | Земля              | 2010 |                        |
| Skipetr          | Переверни этот мир | 2012 |                        |
| Distant Sun      | Dark Matter        | 2015 |                        |
| Witchcraft       | Cinema             | 2018 |                        |